# Langenbusch
Langenbusch ist eine Hofschaft in Remscheid in Nordrhein-Westfalen (Deutschland).

## Lage und Verkehrsanbindung
Langenbusch liegt im südöstlichen Remscheid im statistischen Stadtteil Bergisch Born Ost des Stadtbezirks Lennep nahe der Stadtgrenze zu Hückeswagen an der Bundesstraße 237 östlich von Bergisch Born. Weitere Nachbarorte sind Bornefeld, Kaltenborn, Karlsruhe, Siepen, Sonnenschein, Ober- und Niederlangenbach auf Remscheider und Dörpe, Goldenbergshammer und Dörpersteeg auf Hückeswagener Stadtgebiet.

## Geschichte
Der Ort ist auf der Topographischen Aufnahme der Rheinlande von 1824 als Im Langenbusch und auf der Preußischen Uraufnahme von 1844 als Langenbusch eingezeichnet. Im Gemeindelexikon für die Provinz Rheinland werden für 1885 drei Wohnhäuser mit 27 Einwohnern angegeben. Der Ort gehörte zu dieser Zeit zur Landgemeinde Neuhückeswagen innerhalb des Kreises Lennep. 1895 besaß der Ort zwei Wohnhäuser mit 21 Einwohnern, 1905 drei Wohnhäuser und 23 Einwohner.
Im Zuge der nordrhein-westfälischen Kommunalgebietsreform (§ 21 Düsseldorf-Gesetz) wurde am 1. Januar 1975 der östliche Bereich um Bergisch Born mit dem Ort Langenbusch aus der Stadt Hückeswagen herausgelöst und in die Stadt Remscheid eingegliedert.